# Eiji (Ryukyu)
Eiji (英慈 1268-1313) là lãnh chúa Okinawa đời thứ 3 thuộc dòng Eiso, là con thứ hai của Taisei. Ông trị vì từ năm 1309 đến khi qua đời. Tamagusuku con trai thứ tư của Eiso lên nối ngôi ở tuổi 19 vào năm 1314, và bắt đầu một thời đại mới.